# Tirailleurs sénégalais

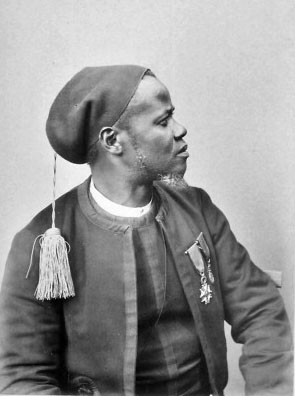
Ein Leutnant der Tirailleurs sénégalais (1889)

Die Tirailleurs sénégalais (deutsch Senegalesische Schützen, auch Senegalschützen) waren ab 1857 aufgestellte Einheiten des Französischen Heeres mit Personal aus dem Senegal und anderen Regionen Französisch-Westafrikas. Geschlossene Verbände wurden auch aus Einwohnern anderer französischer Besitzungen wie Algerien, Marokko sowie Französisch-Indochina gebildet. Die letzte Einheit der Tirailleurs sénégalais wurde 1964 aufgelöst.

## Geschichte
Die Militärführung hatte festgestellt, dass aus dem französischen Mutterland zu wenige Soldaten zum Dienst in den Kolonialgebieten bereit waren. Zudem waren Europäer zu anfällig für Malaria, Schwarzfieber und andere Tropenkrankheiten. So stellte Gouverneur Louis Faidherbe, der für seine Feldzüge zur Ausweitung der französischen Herrschaft über das Binnenland Senegals mehr Soldaten brauchte, nach einem 1857 ergangenen Dekret Napoleon III. die ersten senegalesischen Tirailleurs-Einheiten auf. In den ersten 50 Jahren wurden sie vornehmlich aus von den Einheimischen freigekauften Sklaven rekrutiert; daneben wurden auch Kriegsgefangene und Freiwillige angenommen. Befehligt wurden die Tirailleurs sénégalais durch Unteroffiziere aus dem einheimischen Adel. 1870/71 kämpften diese Truppen im Deutsch-Französischen Krieg.
1910 veröffentlichte der französische General Charles Mangin sein Buch La Force noire, in dem er für die Aufstellung einer starken, aus Schwarzafrikanern gebildeten Kolonialarmee eintrat. Beweggrund war, einen Ausgleich für die starke Belastung des demographisch seit langem stagnierenden französischen Mutterlands im Rüstungswettlauf mit dem dynamischeren Deutschen Reich zu erzielen.

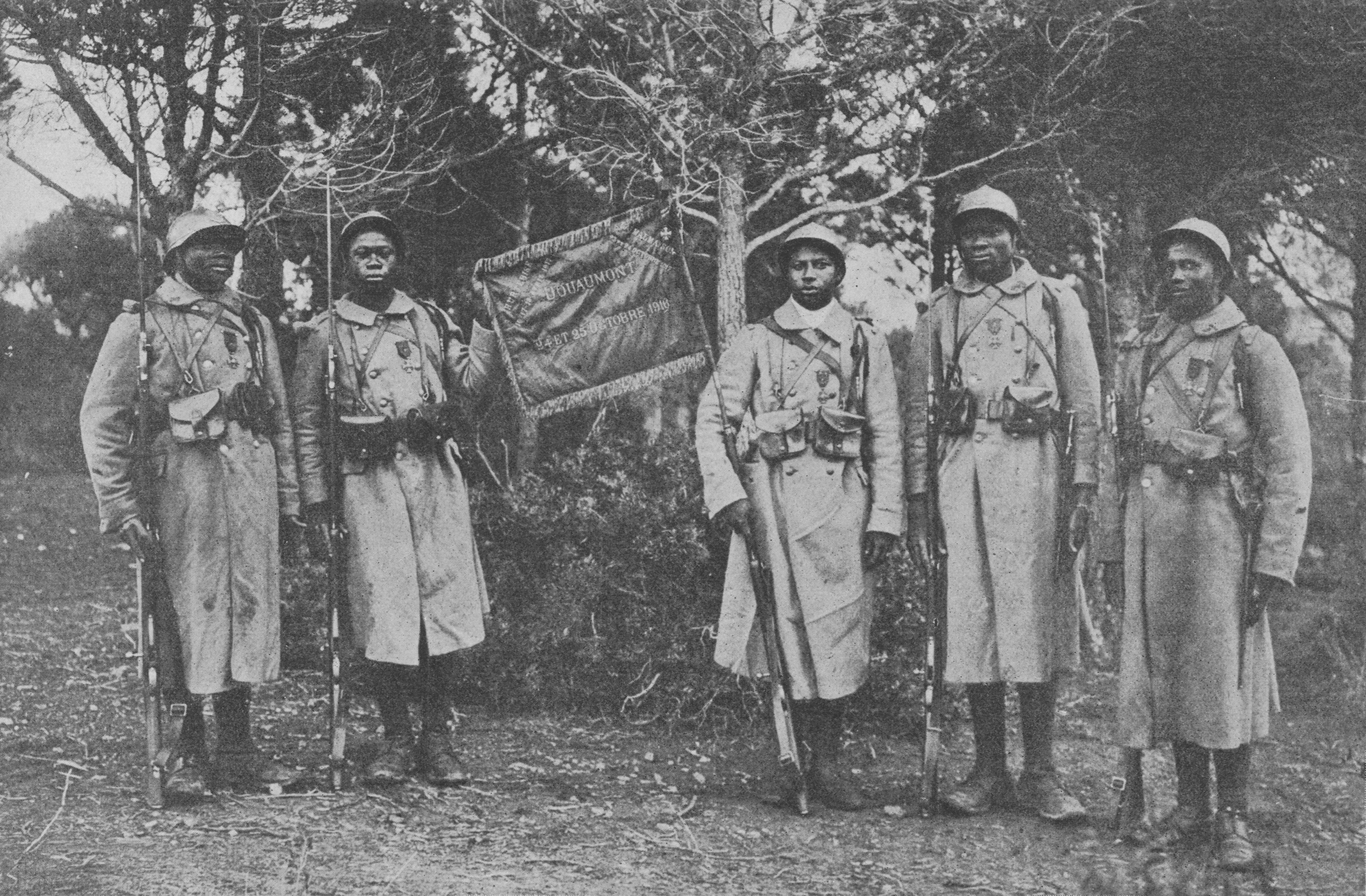
Senegalschützen im Ersten Weltkrieg (1918)

Im Ersten Weltkrieg dienten auf französischer Seite etwa 200.000 schwarzafrikanische Soldaten; etwa 30.000 von ihnen fielen. 1915 kam es bei der Aushebung von Soldaten bei Bamako in Mali zu starkem Widerstand. Blaise Diagne erzielte Erfolge, indem er ehemaligen Soldaten die französische Staatsbürgerschaft versprach. Die Soldaten afrikanischen Ursprungs wurden häufig für Einsätze eingesetzt, die man den Franzosen nicht zumuten wollte. So waren sie häufig als sogenannten Grabenräumer (Nettoyeurs de tranchée) aktiv. Hierbei wurden auch verwundete deutsche Soldaten getötet und keine Gefangenen gemacht. In der Folge waren die farbigen Soldaten aufgrund ihrer Brutalität bei den Deutschen gefürchtet.

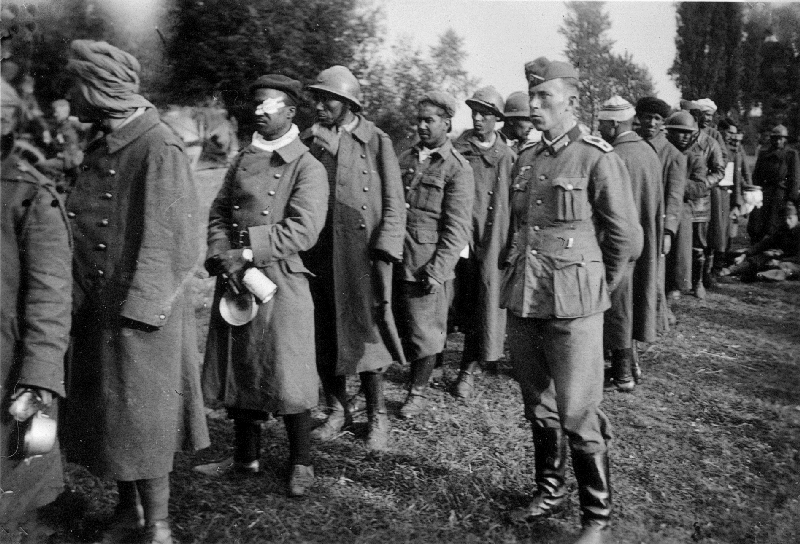
Gefangene Tirailleurs sénégalais in Frankreich 1940

Im Zweiten Weltkrieg begingen insbesondere im Westfeldzug die deutschen Streitkräfte – Wehrmacht und Waffen-SS – systematisch Kriegsverbrechen an schwarzen französischen Kriegsgefangenen. Der Historiker Raffael Scheck schätzte 2005, dass deutsche Truppen etwa 3000 von ihnen ermordeten. Diejenigen, die die Gefangennahme überlebten, wurden Opfer menschenunwürdiger Unterbringung, systematischer Misshandlungen sowie erniedrigender Vorführung gegenüber deutschen Militärangehörigen und Zivilisten. Ein Senegalesisches Tata bei Chasselay in der Umgebung von Lyon erinnert an eines der Massaker, das im Juni 1940 von der Wehrmacht verübt wurde. Ebenfalls im Juni 1940 ermordeten die deutschen Besatzer beim Massaker von Clamecy 44 kriegsgefangene Afrikaner in einer burgundischen Kleinstadt. Ein Denkmal steht zwischen Clamecy und Surgy. Einheiten der Tirailleurs sénégalais waren 1944 auf Seiten der Alliierten bei der Landung in Südfrankreich im Rahmen der Operation Dragoon beteiligt.
Nach der Befreiung Frankreichs von der deutschen Besatzung wurden die afrikanischen Hilfstruppen kaserniert. Im Camp de Thiaroye bei Dakar ließ die französische Armee mindestens 70, vermutlich aber zwischen 300 und 400 Tirailleurs sénégalais im Thiaroye-Massaker niedermetzeln, nachdem diese ihre Rechte geltend gemacht hatten und ihnen die Auszahlung ihres Soldes verweigert worden war.
Die Militärführung ließ weitere Soldaten teils monatelang in der Kaserne Gellieni in Fréjus auf ihre Heimreise nach Westafrika warten. Weil die Militärpolizei drei Soldaten beschuldigte, im benachbarten Saint-Raphaël für Unruhe gesorgt zu haben, kam es am 19. August 1945 zu einem Vorfall, bei dem sie einen Soldaten tötete, was die Armee später als Unfall darstellte. Soldaten aus der Kaserne eilten herbei, um sich zu rächen, und lieferten sich bis in die Nacht Kämpfe mit der Polizei. Dabei starben zwei Zivilisten und ein Angehöriger der Gendarmerie. Im Indochinakrieg wurden bei der Schlacht um Điện Biên Phủ zuletzt Soldaten der Tirailleurs sénégalais eingesetzt.

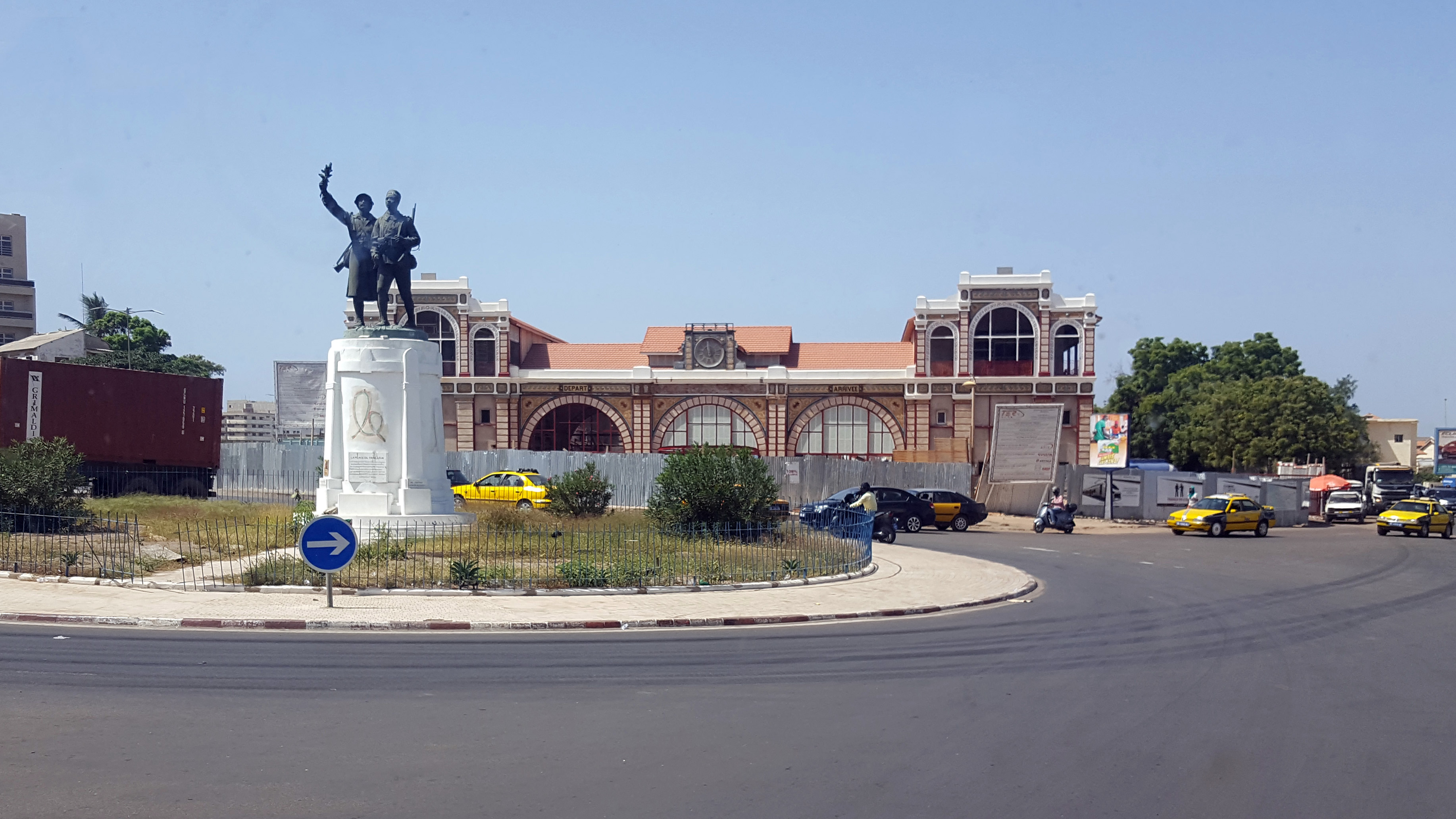
Place du Tirailleur Sénégalais mit dem Monument Demba et Dupont vor dem Bahnhof Dakar (2018)

Im Jahr 2004 wurde der 23. August in Senegal als journée du tirailleur zum nationalen Gedenktag ausgerufen. Am Vortag hatte Staatspräsident Abdoulaye Wade auf dem Friedhof von Camp de Thiaroye einen Kranz niedergelegt und enthüllte nun im Beisein von Staatspräsidenten und Regierungschefs aus Benin, Burkina Faso, Mali, Mauretanien und Niger auf dem Platz vor dem Bahnhof Dakar, der in Place du Tirailleur Sénégalais umbenannt wurde, das Monument Demba et Dupont, das dort einen neuen zentralen Standort gefunden hatte. Der 23. August wurde als Datum gewählt, weil am 23. August 1944 das 6e régiment de tirailleurs sénégalais unter Oberst Raoul Salan an vorderster Front Toulon von der deutschen Wehrmacht befreit hatte.

## Kontroversen
Nach dem Zweiten Weltkrieg wurde die französische Armee durch die Aufnahme von Widerstandskämpfern vergrößert. Zum Ausgleich wurden die Afrikaner entlassen und repatriiert. Dabei kam es auch zu Meutereien und Übergriffen. Die innerfranzösische Auseinandersetzung über die Benachteiligung bestimmter Veteranen fand am 15. November 2006 eine Lösung, als die Pensionen von etwa 84.000 Personen erhöht wurden.
Erst über sechzig Jahre nach Kriegsende wurde in der deutschen Öffentlichkeit rezipiert, dass die Wehrmacht bereits 1940 in Frankreich ähnliche Verbrechen begangen hatte wie ab Sommer 1941 im Krieg gegen die Sowjetunion.

## Bekannte Tirailleurs sénégalais
- Idrissa Arouna (* 1926)
- Jean-Bédel Bokassa (1921–1996)
- Joseph Conombo (1917–2008)
- Amadou Gaoh (1925–2015)
- Noma Kaka (1920–1993)
- Mamoudou Maïdah (1924–2005)
- Adamou Moumouni Djermakoye (1939–2009)
- Charles N’Tchoréré (1896–1940)
- Ousmane Sembène (1923–2007)
- Lamine Senghor (1889–1927)
- Mamadou Diallo Sory (1927–1996)

## Filme
- Mathieu Vadepied: Mein Sohn, der Soldat (frz. Originaltitel Tirailleurs), 2022
- Rachid Bouchareb: Tage des Ruhms. (frz. Originaltitel Indigènes), 2006
- Fabrice Cazeneuve: Der ungebetene Gast (frz. Originaltitel La dette), 2000
- Ousmane Sembène: Das Camp der Verlorenen. Wolof, Senegal 1988, 153 Minuten (frz.)